# Peter Elzinga
Peter Elzinga (30 de enero de 1981) es un deportista neerlandés que compitió en tiro con arco, en la modalidad de arco compuesto.
Ganó dos medallas en el Campeonato Mundial de Tiro con Arco al Aire Libre, en los años 2011 y 2019, y dos medallas en el Campeonato Mundial de Tiro con Arco en Sala, en los años 2007 y 2018.
Además, obtuvo once medallas en el Campeonato Europeo de Tiro con Arco al Aire Libre entre los años 2002 y 2016, y once medallas en el Campeonato Europeo de Tiro con Arco en Sala entre los años 2004 y 2019.

## Palmarés internacional
| Campeonato Mundial al Aire Libre | Campeonato Mundial al Aire Libre | Campeonato Mundial al Aire Libre | Campeonato Mundial al Aire Libre |
| Año                              | Lugar                            | Medalla                          | Prueba                           |
| -------------------------------- | -------------------------------- | -------------------------------- | -------------------------------- |
| 2011                             | Turín (Italia)                   | Medalla de plata                 | Equipo mixto                     |
| 2019                             | 's-Hertogenbosch (Países Bajos)  | Medalla de bronce                | Equipo                           |
| Campeonato Mundial en Sala       |                                  |                                  |                                  |
| Año                              | Lugar                            | Medalla                          | Prueba                           |
| 2007                             | Esmirna (Turquía)                | Medalla de bronce                | Equipo                           |
| 2018                             | Yankton (Estados Unidos)         | Medalla de bronce                | Equipo                           |
| Campeonato Europeo al Aire Libre |                                  |                                  |                                  |
| Año                              | Lugar                            | Medalla                          | Prueba                           |
| 2002                             | Oulu (Finlandia)                 | Medalla de oro                   | Equipo                           |
| 2004                             | Bruselas (Bélgica)               | Medalla de oro                   | Individual                       |
| 2004                             | Bruselas (Bélgica)               | Medalla de plata                 | Equipo                           |
| 2008                             | Vittel (Francia)                 | Medalla de oro                   | Equipo                           |
| 2010                             | Rovereto (Italia)                | Medalla de plata                 | Equipo                           |
| 2010                             | Rovereto (Italia)                | Medalla de bronce                | Individual                       |
| 2012                             | Ámsterdam (Países Bajos)         | Medalla de oro                   | Equipo mixto                     |
| 2012                             | Ámsterdam (Países Bajos)         | Medalla de bronce                | Equipo                           |
| 2014                             | Echmiadzin (Armenia)             | Medalla de oro                   | Individual                       |
| 2014                             | Echmiadzin (Armenia)             | Medalla de oro                   | Equipo                           |
| 2016                             | Nottingham (Reino Unido)         | Medalla de plata                 | Individual                       |
| Campeonato Europeo en Sala       |                                  |                                  |                                  |
| Año                              | Lugar                            | Medalla                          | Prueba                           |
| 2004                             | Sassari (Italia)                 | Medalla de oro                   | Individual                       |
| 2004                             | Sassari (Italia)                 | Medalla de bronce                | Equipo                           |
| 2008                             | Turín (Italia)                   | Medalla de oro                   | Equipo                           |
| 2008                             | Turín (Italia)                   | Medalla de plata                 | Individual                       |
| 2010                             | Poreč (Croacia)                  | Medalla de bronce                | Individual                       |
| 2011                             | Cambrils (España)                | Medalla de plata                 | Equipo                           |
| 2013                             | Rzeszów (Polonia)                | Medalla de oro                   | Equipo                           |
| 2013                             | Rzeszów (Polonia)                | Medalla de plata                 | Individual                       |
| 2015                             | Koper (Eslovenia)                | Medalla de oro                   | Equipo                           |
| 2017                             | Vittel (Francia)                 | Medalla de plata                 | Equipo                           |
| 2019                             | Samsun (Turquía)                 | Medalla de bronce                | Equipo                           |